# Cassistrellus
Cassistrellus — рід кажанів, що складається з двох видів, які живуть у Південній і Південно-Східній Азії.

## Морфологічна характеристика
Довжина голови й тулуба від 59 до 66 мм, довжина передпліччя від 39 до 48 мм, довжина хвоста від 40 до 52 мм, вага до 15 грамів. 